# فيل ميرسير
فيل ميرسير (بالإنجليزية: Phil Mercer)‏ هو مقدم برامج إذاعية بريطاني، ولد في 1974 في Reigate ‏ في المملكة المتحدة.